# СКА-«Мерей» в сезоне 1991
Во втором Чемпионате СССР по футболу среди женщин в 1991 «СКА—Мерей» (Алма-Ата) выступала в высшей лиге (состояла из 2 территориальных зон) и заняла 3 место в своей зоне.
Команда вновь сменила название с «Мерей» на «СКА—Мерей». Успехи команды были замечены в СКА—11 ВВС Среднеазиатского военного округа СССР (73-я Воздушная Армия со штабом в Алма-Ате) и «СКА—Мерей» стала первой в СССР женской армейской командой по футболу.
В рамках подготовки к чемпионату клуб провёл свой первый международный матч и праздновал победу со счётом 6:0 над командой  Милан.
Руководили командой: подполковник Александр Соловьёв (главный тренер) и Виталий Шашков (тренер).
- ПРИШЛИ:
  - Лариса Сухан из клуба «Олимп» (Караганда)
  - Разия Нуркенова из клуба «Олимп» (Караганда)
  - Татьяна Егорова из клуба «Олимп» (Караганда)[7]

## Сезон 1991
Начался сезон для «СКА—Мерей» неудачным выступлением в отборочном туре Кубка СССР (проигрыш (0:1) красноярской команде первой лиги «Сибирячка» (впоследствии став победителем Кубка) нивелировал победы над бакинскими «Тарагги» (2:1) и «Араз» (1:0).
Чемпионат СССР по футболу среди женщин в 1991 году проходил в двух зонах. «СКА—Мерей» выступал в первой зоне.
В ходе регулярного чемпионата «СКА—Мерей» проиграл всего 3 матча, но при этом два своим основным конкурентам (в выездных матчах, а в домашних были ничьи 0:0):
- 0:1 «СКИФ» (1 место в зоне.  — в Чемпионате СССР, Малаховка);
- 1:3 «Текстильщик» (2 место в зоне,  — в Чемпионате СССР, Раменское)

Эти поражения оставили клуб на 3 месте в зоне, а Чемпионство разыгрывали по олимпийской системе две сильнейшие команды от каждой из зон.
Самая крупная победа зафиксирована со счётом 6:1 над клубом «Эребуни» (Ереван)

## Результаты выступлений
| Место | Игр | В  | Н | П | РМ        | О  | Кубок СССР     | Бомбардир |
| ----- | --- | -- | - | - | --------- | -- | -------------- | --------- |
| 3     | 22  | 14 | 5 | 3 | 42-10=+32 | 42 | отборочный тур |           |

## Состав клуба
- Анна Корепова (вратарь)
- Ольга Сафиуллина (вратарь)
- Татьяна Егорова
- Ольга Бурковецкая[10]
- Снежана Гогуля
- Сауле Джарболова[11]
- Наталья Дорошева
- Марина Коломиец
- Гульнара Карымсакова
- Юлия Кельдюшева
- Оксана Коханная
- Бота Купешова
- Марина Мамаева
- Гайша Мусина
- Разия Нуркенова
- Лариса Савина
- Александра Светлицкая
- Наталья Смолякова
- Лариса Сухан